# Miller's Cove, Texas
Miller's Cove là một thị trấn thuộc quận Titus, tiểu bang Texas, Hoa Kỳ. Năm 2010, dân số của thị trấn này là 149 người.

## Dân số
- Dân số năm 2000: 120 người.
- Dân số năm 2010: 149 người.